# Batalla de Dorilèon (1097)
La batalla de Dorilèon va ser un combat que van entaular les forces dels croats contra el Soldanat de Rum durant la Primera Croada.

## Batalla
Acabat el setge a Nicea el 19 de juny de 1097, les forces croades van avançar pel desert d'Anatòlia cap a Terra Santa. No obstant això, a causa de les difícils tasques d'aprovisionament que es realitzaven, els líders croats van decidir separar-se en dos cossos, un de vanguàrdia, amb Takitios, Bohemon de Tàrent, Esteve II de Blois i Robert II de Flandes i un de rereguarda, separats uns cinc quilòmetres, i trobar-se més tard amb el cos de rereguarda comandat per Ramon IV de Tolosa, Jofré de Bouillon i Hug de Vermandois, amb els quals s'havien de trobar més endavant.
Prop de Dorilèon, les forces de Bohemon de Tàrent van decidir acampar, mentre que Kilidj Arslan I preparava un grup de turcs per aturar l'avenç croat i atacar el campament de Bohemon dividits en tres cossos,
L'1 de juliol, a l'alba, el soroll de milers de cavalls va despertar els homes de Bohemon. Els soldats turcs van atacar tot el que se'ls travessés en el seu camí. Els croats no van poder respondre ràpidament a causa de la sorpresa de l'atac.
Les baixes turques eren ínfimes comparades amb les dels croats. Mentre que la cavalleria atacava, un grup d'arquers turcs disparava des centenars de metres enrere del campament. Els croats resistien feroçment contra la cavalleria, però l'esperança de la victòria estava molt lluny.

## El miracle
La victòria turca semblava a l'abast de la mà, però, segons van explicar després els europeus, es diu que Déu va escoltar les súpliques dels croats i, prop d'on es trobaven els arquers turcs, la cavalleria de Jofré de Bouillon va aconseguir avançar i dispersar-los. Després de poder reorganitzar-se, les forces croades havien passat d'entre cinc i deu mil homes a més de quaranta mil.
Els turcs, aterrits en veure les forces de Jofré apropar-se, van fugir ràpidament. En part es va deure al fet que, tot i atacar hosts de milers, no es movien per Terra Santa com una veritable força militar conjunta, sinó més aviat per atacar caravanes i fer escaramusses. Ambdós costats van perdre milers d'homes, de fet, s'estima que amb prou feines en el principi de l'atac turc, van morir una mica menys de 5.000 croats. Tot el combat no va durar més d'unes dues hores.
Acabada la batalla, van prendre de nou el seu rumb a Terra Santa.